# Grove Street Games
Grove Street Games (fost War Drum Studios LLC) este un dezvoltator american de jocuri video cu sediul în Gainesville, Florida. A fost fondată în octombrie 2007 de Thomas Williamson și Michael Owen. Compania este cunoscută pentru dezvoltarea de porturi de jocuri mobile, inclusiv câteva bazate pe proprietățile Rockstar Games.

## Istorie
Grove Street Games, fondată inițial sub numele de War Drum Studios de către Thomas Williamson și Michael Owen. Williamson a fost director de tehnologie pentru Artificial Studios și Owen a programator la Gainesville. După ce Williamson a părăsit Artificial Studios în 2007, el și Owen au înființat War Drum Studios în Gainesville, Florida, pe 1 octombrie 2007. Au devenit directorul executiv și șeful departamentului de tehnologie, Respectiv compania a început imediat să lucreze în contract, începând cu portarea Ghostbusters (Joc video pentru Wii la PlayStation2). Până în august 2011, War Drum Studios avea cinci angajați. În acea perioadă, compania dezvolta un joc original, Chess: Revolution, alături de un derivat gratuit numit Little Green Robots, care a jucat mascota sistemului de operare Android ca piese de șah.
În 2019, War Drum Studios l-au numit pe Morgan Hughes ca șef de operațiuni. Hughes s-a alăturat companiei ca intern în 2008 și a fost director de artă din 2010. În august 2020, War Drum Studios a fost rebranduit ca Grove Street Games, adoptând numele cartierului Grove Street din Gainesville, în care compania se baza. Mai târziu în acel an, compania a devenit membru al Coaliției pentru corectitudinea aplicațiilor.

## Jocuri dezvoltate
| An   | Titlu                                                  | Disponibil                                                                                                | Distribuitor         | Note                                             | Referințe           |
| ---- | ------------------------------------------------------ | --- | -------------------- | ------------------------------------------------ | ------------------- |
| 2009 | Ghostbusters: Joc Video                                | PlayStation 2                                                                                             | Atari                | A portat pentru platfoma menționată              | [ 2 ]               |
| 2010 | Lucha Libre AAA: Héroes del Ring                       | PlayStation 3, Xbox 360                                                                                   | Slang                | A asistat la dezvoltarea componentei multiplayer | [ 8 ]               |
| 2010 | History Great Battles Medieval                         | Android, iOS, PlayStation 3, Xbox 360                                                                     | Slitherine Software  | A portat pentru platfomele menționate            | [ 9 ] [ 10 ] [ 11 ] |
| 2011 | Monster Madness                                        | Android                                                                                                   | SouthPeak Games      | A portat pentru platfoma menționată              | [ 12 ]              |
| 2011 | Red Orchestra 2: Heroes of Stalingrad                  | Microsoft Windows                                                                                         | Tripwire Interactive | Programare suplimentară                          | [ 13 ]              |
| 2011 | Grand Theft Auto III: a 10-a ediție aniversară         | Android, Fire OS, iOS                                                                                     | Rockstar Games       | A portat pentru platfomele menționate            | [ 14 ]              |
| 2012 | Max Payne Mobile                                       | Android, iOS                                                                                              | Rockstar Games       | A portat pentru platfomele menționate            | [ 15 ]              |
| 2012 | Auralux                                                | Android, iOS                                                                                              | Grove Street Games   |                                                  | [ 16 ] [ 17 ]       |
| 2012 | Grand Theft Auto: Vice City a 10-a ediție aniversară   | Android, Fire OS, iOS                                                                                     | Rockstar Games       | A portat pentru platfomele menționate            | [ 18 ]              |
| 2013 | The Conduit HD                                         | Android                                                                                                   |                      | A portat pentru platfoma menționată              |                     |
| 2013 | Grand Theft Auto: San Andreas                          | Android, Fire OS, iOS, PlayStation 3, Windows Phone, Xbox 360                                             | Rockstar Games       | A portat pentru platfomele menționate            | [ 19 ]              |
| 2014 | Grand Theft Auto: Chinatown Wars                       | Android, iOS                                                                                              | Rockstar Games       | A portat pentru platfomele menționate            | [ 20 ]              |
| 2015 | Turtle Tumble                                          | Android, iOS                                                                                              | War Drum Studios     |                                                  | [ 21 ]              |
| 2016 | Auralux: Constellations                                | Android, iOS, Microsoft Windows                                                                           | War Drum Studios     |                                                  | [ 22 ]              |
| 2016 | Bully: Ediția aniversară                               | Android, iOS                                                                                              | Rockstar Games       | A portat pentru platfomele menționate            | [ 23 ]              |
| 2018 | Ark: Survival Evolved                                  | Android, iOS                                                                                              | Studio Wildcard      | A portat pentru platfomele menționate            | [ 24 ]              |
| 2022 | Grand Theft Auto: The Trilogy – The Definitive Edition | Android, iOS, Microsoft Windows, Nintendo Switch, PlayStation 4, PlayStation 5, Xbox One, Xbox Series X/S | Rockstar Games       |                                                  | [ 1 ] [ 25 ]        |